# Hugh FitzRoy, 11. Duke of Grafton

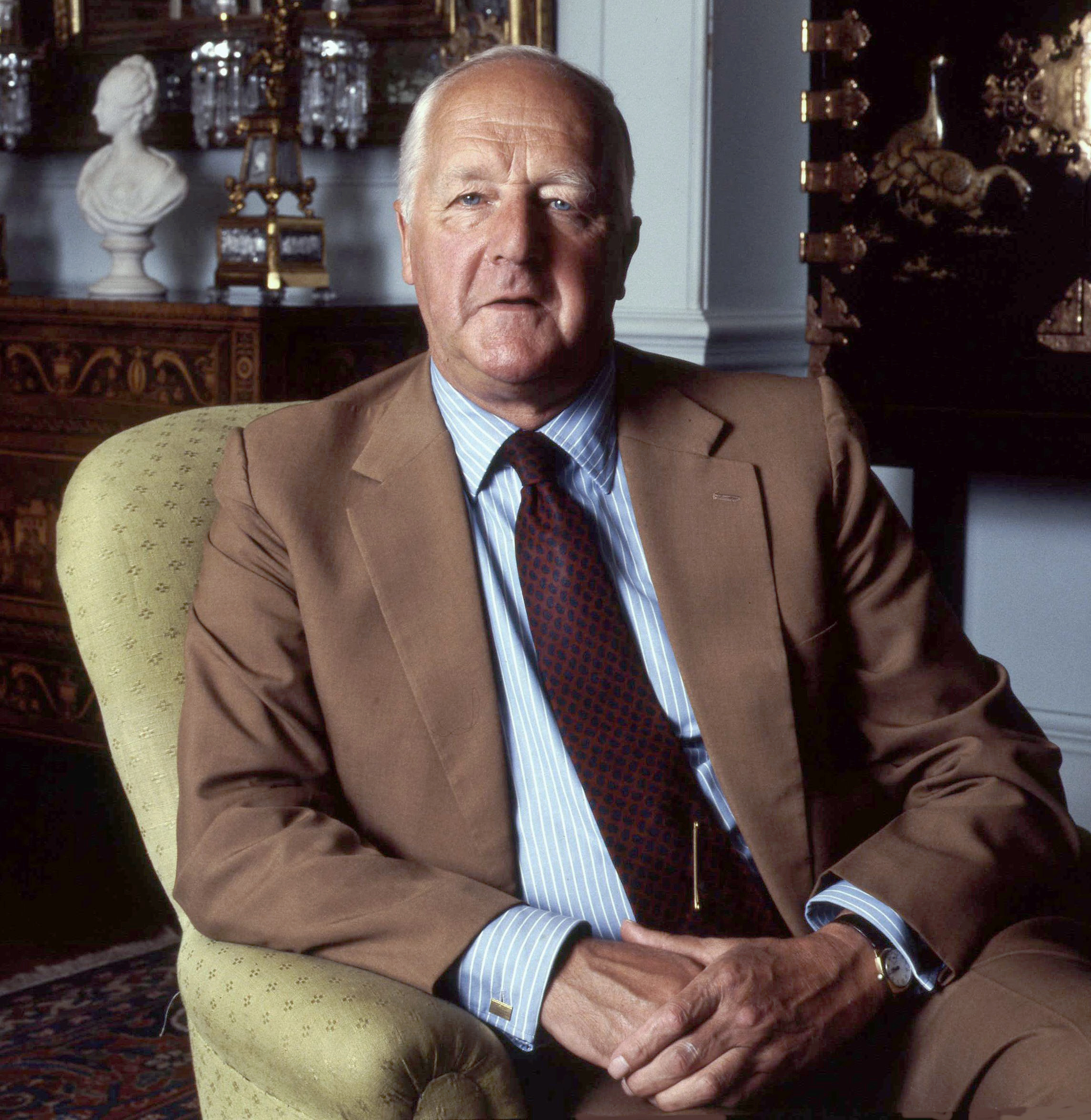
Hugh FitzRoy, 11. Duke of Grafton

Hugh Denis Charles FitzRoy, 11. Duke of Grafton, KG,  DL (* 3. April 1919 in Kapstadt; † 7. April 2011 in Euston Hall, Suffolk) war ein britischer Peer und Politiker.

## Leben

### Herkunft und Familie
FitzRoy war ein Nachfahre von Charles II. durch Henry FitzRoy, 1. Duke of Grafton, den unehelichen Sohn des Königs mit Barbara Villiers. Die Fitzroys sind daher eine direkte, aber illegitime Linie des Hauses Stuart.
FitzRoy wurde am 3. April 1919 als Sohn von Charles FitzRoy, 10. Duke of Grafton, und dessen erster Frau Lady Doreen Maria Josepha Sydney Buxton, der zweiten Tochter von Sydney Buxton, 1. Earl Buxton, in Kapstadt geboren. Die Mutter starb bereits 1923; der Vater heiratete noch zweimal und wurde 1936 Duke of Grafton, nachdem dessen Cousin, John FitzRoy, 9. Duke of Grafton, unverheiratet und kinderlos gestorben war.

### Karriere
Hugh FitzRoy besuchte  die Oakham School, das Eton College und das Magdalene College der University of Cambridge. Anschließend wurde er Mitglied der Grenadier Guards und war von 1943 drei Jahre lang Aide-de-camp des Vizekönigs von Indien, Archbald Wavell. Er erreichte den Rang eines Captains.
Im Rahmen seines Militärdienstes auf Schloss Windsor 1940/1941 soll er laut Alathea Fitzalan-Howard, der Tochter von Henry FitzAlan-Howard, 2. Viscount FitzAlan of Derwent, einer Spielgefährtin der jungen Kronprinzessin Elisabeth (spätere Königin Elisabeth II), ein Heiratskandidat für die zukünftige Königin gewesen sein.
Hugh FitzRoy widmete einen Großteil seines Lebens der Konservierung und dem Schutz von historischen Gebäuden. Er war Vorsitzender (Chairman) und später Präsident der Society for the Protection of Ancient Buildings und Vorsitzender (Chairman of Trustees) des Historic Churches Preservation Trust von 1980 bis 1997, Vorsitzender des Architectural Heritage Fund von 1976 bis 1994, Vorsitzender der Cathedral Advisory Commission der Church of England von 1981 bis 1991 und Vorsitzender des Sir John Soane’s Museum von 1975 bis 1997.
Er war Mitglied des Historic Buildings Council von dessen Gründung 1953 bis 1984 und, bis er 1970 den Titel seines Vaters erbte, war er Verwalter des National Trust für Sussex und Kent, später für East Anglia. Er war auch von 1967 bis 1992 Stellvertretender Vorsitzender (Vice-Chairman) der National Portrait Gallery. Von 1984 bis 2001 war er Mitglied des Historic Buildings Advisory Committee and Churches and Cathedrals Committee English Heritage. FitzRoy war auch Präsident des International Students House in London.
Sein Vater überschrieb ihm bereits zehn Jahre vor seinem Tod den Großteil des Familienanwesens Euston Hall, in der Nähe von Thetford in der Grafschaft Suffolk.
Hugh FitzRoy bewirtschaftete selbst einen Teil des Grundbesitzes der Familie in eigener Regie. Er wurde, wie sein Vater, ein erfolgreicher Pferdezüchter und gewann 1977 mit einem Bullen aus Hereford die Zuchtmeisterschaft für Rinder bei der Suffolk Show.

## Weitere Ämter
Von 1981 bis 1994 war FitzRoy Mitglied des National Trust Properties Committee und von 1971 bis 1994 gehörte er der Royal Fine Art Commission an. Er war Mitglied des Treuhandrates (Trustee) beim Tradescant Trust von 1976 bis 1999 und beim Buildings at Risk Trust von 1986 bis 2000. Von 1957 bis 1996 war er Präsident der Suffolk Preservation Society. Bei der British Society of Master Glass Painters war er Präsident. Dieses Amt übte er auch für das East Anglia Tourist Board im Zeitraum 1973 bis 1993 aus.
FitzRoy war Schirmherr (Patron) der Historic Houses Association und der Hereford Herd Book Society.
Außerdem war er ehrenamtlich an zahlreichen Aktivitäten der Georgian Group, der Victorian Society, von Heritage in Danger, der Ancient Monuments Society und dem Civic Trust beteiligt.

## Mitgliedschaft im House of Lords
Durch den Tod seines Vaters erbte er dessen Titel und den damals damit verbundenen Sitz im House of Lords. Seine Antrittsrede hielt er 1973. In dieser sprach er über die Bedeutung des Erhalts von historischen Städten und Dörfern.
Seinen Sitz verlor er durch den House of Lords Act 1999, wodurch seine Mitgliedschaft am  11. November 1999 endete. Zuvor hatte er zuletzt am 26. Oktober 1999 an einer Sitzung teilgenommen.

## Wirken in der Öffentlichkeit
FitzRoy stellte 1953 in seiner Eigenschaft als stellvertretender Vorsitzender der Society of the Preservation of Ancient Buildings eine Liste historischer Landhäuser zusammen, welche entweder bereits abgerissen waren oder denen der Abriss drohte. Dies führte zu öffentlichen Aufsehen.
Er sprach sich 1961 gegen einen Vorschlag aus, Euston Arch,  den 22 Meter hohen Portikus mit dorischen Säulen des Bahnhofs Euston, abzureißen und äußerte sich dahingehend, dass „ein solcher Akt des Vandalismus“ nicht denkbar gewesen wäre, würde dieser sich noch im Besitz seiner Familie befinden. Im selben Jahr startete er ein Projekt, das historische Zentrum von Salisbury zu erhalten. 1962 setzte er sich erfolgreich für die Restaurierung des letzten verbliebenen Regency Theatre, des Theatre Royal in Bury St Edmunds, ein.
1963 kündigte er in seiner Eigenschaft als Vorsitzender des International Students’ Trust Council ein Bauvorhaben mit einem Volumen von £850,000 für ein neues Studentenzentrum in Park Crescent, Regent’s Park, an. Heute befindet sich dort das International Students House, London, eine Unterkunft für über 700 Studenten.
Er rief 1969 zum Erhalt des Woburn Square auf, einem der letzten erhaltenen georgianischen Plätze in Bloomsbury.
FitzRoy startete 1972 als Vorsitzender (Chairman) des Historic Churches Preservation Trust einen Appell für den Erhalt von 8000 Kirchen, die vom Abriss bedroht waren. 1988 führte er den Protest an, der sich gegen die Entscheidung des Deans und des Domkapitels der Kathedrale vor Herford richtete, deren Mappa mundi, welche aus dem 13. Jahrhundert stammte, zu verkaufen.

## Ehrungen
FitzRoy wurde 1973 Deputy Lieutenant von Suffolk, 1976 wurde er zum Ritter des Hosenbandordens ernannt.
1990 wurde er mit der Ehrendoktorwürde (Doctor of Civil Law (D.C.L.)) von der University of East Anglia geehrt. Außerdem war er Fellow der Society of Antiquaries (F. S. A.)

## Familie und Tod
Am 12. Oktober 1946 heiratete er Ann Fortune Smith (1920–2021), Tochter von Captain Evan Cadogan Eric Smith und Helen Williams, die seinerzeitige Mistress of the Robes bei Elisabeth II. FitzRoy und seine Frau hatten zusammen fünf Kinder, davon zwei Söhne und drei Töchter. Der eigentliche Titelerbe war sein Sohn James Fitzroy, Earl of Euston, der 2009, vor seinem Vater starb. Den Titel erbte daher dessen einziger überlebender Sohn Henry FitzRoy, 12. Duke of Grafton.
Hugh FitzRoy lebte in Euston Hall, in der Nähe von Thetford, wo er am 7. April 2011 im Alter von 92 Jahren starb.